# Lorissa McComas
Lorissa McComas (ur. 26 listopada 1970 w Columbus, Ohio, zm. 3 listopada 2009 w Waverly, Wirginia) – amerykańska aktorka pornograficzna, modelka erotyczna i modelka glamour. 

## Kariera
Ukończyła Princeton High School w Sharonville w stanie Ohio, a następnie studia na Miami University. Następnie pracowała jako striptizerka. W 1990 została aresztowana przez policję w Hrabstwie Hamilton pod zarzutem uprawiania prostytucji - pozwoliła gościowi na wieczorze kawalerskim wetknąć dolara w podwiązkę tuż nad jej kolanem - było to traktowane jako forma prostytucji na mocy bardzo surowego prawa stanowego Ohio (Cincinnati) w tamtym okresie.
Przed 1994 była już właścicielką przedsiębiorstwa o nazwie Extasy Entertainment, które zajmowało się usługami striptizerskimi w okręgu Cincinnati oraz prowadziło bary ze striptizem. W branży rozrywkowej skupiała swoją karierę jako modelka erotyczna (nude modeling) oraz aktorka filmów erotycznych z gatunku softcore, gdzie współpracowała z Jimem Wynorskim. Brała również udział w mainstreamowych produkcjach klasy B, a wcześniej w zawodach miss mokrego podkoszulka (Wet T-Shirt contest) oraz jako modelka bikini. W latach 1991–1994 pozowała dla magazynu Playboy - została Miss Października 1992 kalendarza Playboya. W 2005 zamieszkała w Melbourne w stanie Floryda.
Zmarła 3 listopada 2009 w wieku 38 lat w Waverly w stanie Wirginia. Popełniła samobójstwo przypuszczalnie ze względu na kompleksowy zespół bólu regionalnego (CRPS). Była mężatką, miała syna. 

### Wybrana filmografia
- Wirtualna żądza (Virtual Desire; 1995) jako Julie
- Taniec zmysłów (Lap Dancing; 1995) jako Angie Parker
- Testing the Limits (1998) jako Kristin / modelka
- Ultimate Love Games (1998) jako Jade
- When Passions Collide (1998) jako Veronica
- Gorące chłopaki (Hot Boyz; 2000) jako Roxanne
- Slaughter Studios (2002) jako Candace[7]